# Liberalteologi
Liberalteologi – eller den liberale teologi –
er en samlebetegnelse for mange forskellige teologiske bestræbelser i tidsrummet ca. 1800 til ca. 1920 på at gøre kristendom kulturelt acceptabel og forståelig, og omkring 1900 var det den mest indflydelsesrige og nærmest enerådende teologiske retning. Liberalteologi eller kulturteologi stod i opposition til en konservativ og kirkelig teologi.
Det er en bred teologisk strømning inden for den evangeliske kristendom med det udgangspunkt at bedrive teologi på et humanistisk og samfundsvidenskabeligt grundlag, hvilket i denne sammenhæng vil sige uafhængigt af dogmer, kirkelige traditioner og trosindhold. Sekulariseringen af oprindeligt religøse forhold og opløsning af "Kirke" i "Verden" og "Kultur" blev hilst velkommen af størstedelen af de såkaldte liberale teologer som værende i overensstemmelse med Jesus, jesusgemäß 
Den liberale teologi kaldes også Jesu-liv-forskning eller "Den religionshistoriske skole", fordi historisk metode og teknik anvendt på især det ældste evangelium, Markus, skulle bringe forskningen i kontakt med den historiske Jesus, hvis helt anderledes forkyndelse skulle erstatte Kristi apokalyptiske forkyndelse i evangelierne.

Der kan anføres en række kendetegn på liberal teologi:
- Man har et historisk-kritisk bibelsyn.
- Bibelen opfattes ikke som "verbalinspireret"
- Viljen til at kombinere teologi med andre videnskaber, for eksempel psykologi, arkæologi, historie.
- En pluralistisk-teologisk holdning, det vil sige at Bibelens kanon ikke begrunder kirkens enhed – derfor findes der mange kirkesamfund.
- Liberalteologi sættes i forbindelse med protestantisme [3] med betegnelser som "Kulturprotestantisme" og "Nyprotestantisme"[4], også "Nykantianisme".
- Man vil gøre kristendom gældende som religion der opfattes som en menneskelig aktivitet og erfaring på linje med moral og kunst.
- Ved en såkaldt kristologisk reduktion forskydes vægten fra Kristus til Jesus som morallærer og moralsk forbillede – se artiklen om kerygma
- En forståelse af kirken som religiøst-sædeligt fællesskab er modstillet kirken som institutionel og retslig instans.

## Repræsentanter for liberalteologien
Tyskland: Albrecht Ritschl og Adolf von Harnack 
Danmark: Frants Buhl (1850–1932)   –   F.C. Krarup (1852–1931)   –   Edvard Lehmann (1862–1930)